# 史坚如墓
史坚如墓，位于广州市越秀区黄花岗街道先烈中路79号黃花崗公园內，为广州市的一个省级文物保护单位，类型为近现代重要史迹及代表性建筑，公布时间为2022年7月。系清末革命人士史坚如的埋葬处。
1900年11月，史坚如因策划爆炸事件被清廷处死，其尸身被当局抛至城东荒野，附近的“东明寺”主持老和尚冒险為其收尸，埋在佛堂佛像座下。中華民国成立後，孙中山依照老和尚的指引，將遗骨重新棺殓，迁葬在东门外新立的石像下。孙中山倡议为史坚如造像建祠前，颁令追赠史坚如烈士为上将军。工程落成之日，由广东都督胡汉民主持典礼，并题“史坚如先生祠”石碑。史堅如祠於中华民國二年（1913年）興建，原位於先烈路青菜崗，1978年因被廣州當局徵地而遷至現址。

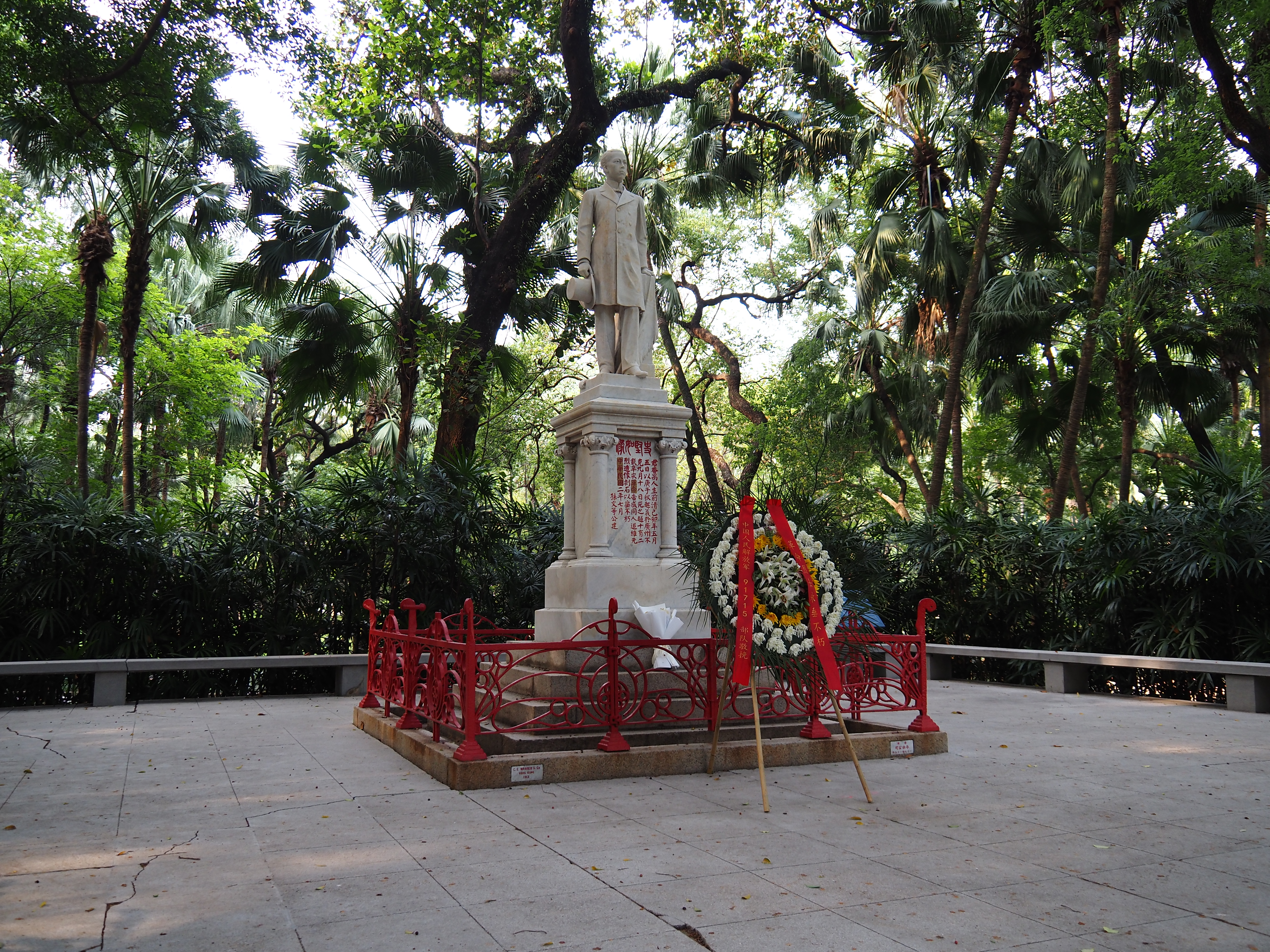
史坚如墓域内景（2024年4月）